# Enicospilus obliquus
Enicospilus obliquus är en stekelart som först beskrevs av Morley 1912.  Enicospilus obliquus ingår i släktet Enicospilus och familjen brokparasitsteklar. Inga underarter finns listade i Catalogue of Life.